# The Bait
The Bait é um filme mudo de drama policial produzido nos Estados Unidos e lançado em 1921. É atualmente considerado um filme perdido.